# Cortometraggi di Due fantagenitori
I cortometraggi di Due fantagenitori (The Fairly OddParents) sono una serie di cortometraggi trasmessi negli Stati Uniti nel 1998 all'interno del programma televisivo Oh Yeah! Cartoons su Nickelodeon, precursori della serie animata omonima andata in onda a partire dal 30 marzo 2001. In Italia sono tutti inediti.
| nº | Titolo originale       | Prima TV USA      |
| -- | ---------------------- | ----------------- |
| 1  | The Fairly OddParents! | 4 settembre 1998  |
| 2  | Too Many Timmys!       | 25 settembre 1998 |
| 3  | Where's the Wand?      | 2 ottobre 1998    |
| 4  | Party of Three         | 2 gennaio 1999    |
| 5  | The Fairy Flu          | 1º maggio 1999    |
| 6  | The Temp               | 24 luglio 1999    |
| 7  | The Zappys             | 21 dicembre 1999  |
| 8  | Scout's Honor          | 17 gennaio 2000   |
| 9  | The Really Bad Day     | 8 dicembre 2000   |
| 10 | Super Humor            | 23 marzo 2001     |

## The Fairly OddParents!
Un giorno, Timmy Turner, dopo una difficoltosa giornata con Vicky butta una palla col numero 9 sulla parete della sua stanza e da lì escono Cosmo e Wanda.  

## Too Many Timmys!
Timmy desidera creare dei cloni per pulire la casa, compito ordinatogli da Vicky, ma alla fine cerca di eliminarli tutti perché si è formato un grande caos e si mette nei guai con essa.

## Where's the Wand?
Mentre Timmy, Cosmo e Wanda giocano a fare i pirati, la bacchetta di Wanda cade dalla finestra e arriva nelle mani di Vicky. Lei non sa cosa sia e usa la bacchetta per il suo costume per il ballo del liceo. Timmy va al ballo e di nascosto riesce a riprenderla. Insieme a lui vanno anche Cosmo e Wanda che lo aiutano a riprendere la bacchetta. Vincono inoltre il trofeo per il costume più bello.

## Party of Three
Timmy, mentre i suoi genitori sono fuori, desidera tanti giochi e Vicky cerca di incastrarlo con delle foto, inutilmente.

## The Fairy Flu
Timmy viene invitato al compleanno di Tootie, sorella di Vicky. Quest'ultima cerca in ogni modo di rovinare la festa. Cosmo e Wanda salvano il compleanno anche se alla fine Timmy non è molto felice.

## The Temp
Cosmo e Wanda devono rinnovare le licenze di fate e intanto chiamano un sostituto. Esso è scappato dagli elfi del Polo nord e crea molti guai.

## The Zappys
Timmy, Cosmo e Wanda sono nominati per il premio per la migliore fata, lo "Zappy" (parodia degli Oscar), ma Jorgen Von Strangle, la fata più forte dell'universo, minaccia i giudici di spezzarli con la sua forza. Intanto Timmy perde i denti da latte.

## Scout's Honor
Timmy va in una gita scout con i suoi compagni per cercare di catturare il BigFoot, mentre Vicky li tortura.

## The Really Bad Day
Per un giorno in un certo numero di anni, un padrino fatato deve essere "cattivo", ed è il turno di Cosmo. C'è solo un problema: lui non vuole essere "cattivo". Timmy e Wanda cercano di aiutarlo. Quindi lo arruolano nell'esercito di Gengis Khan per insegnargli ad essere cattivo e presto Cosmo ha un piano per far esplodere la Terra.

## Super Humor
Volendo diventare un supereroe, Timmy desidera di avere i poteri di uno di essi e crea tanti guai.